# المناطق الطبيعية في قطر

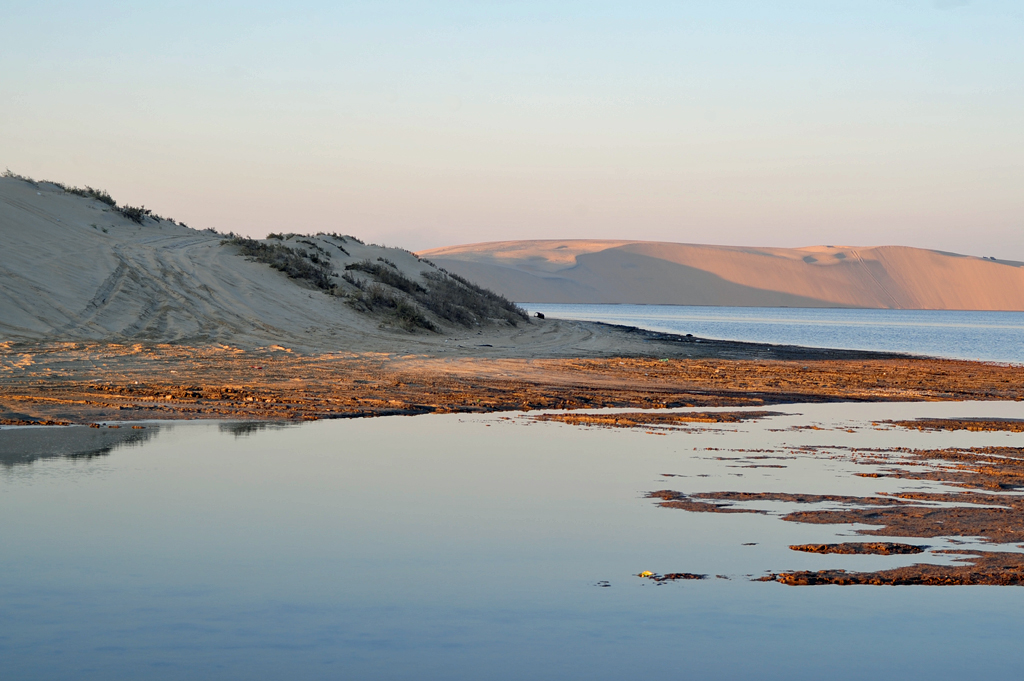
منظر صحراوي لخور العديد في جنوب قطر

- محمية الريم للمحيط الحيوي (أدرجت في قائمة المحميات عام 2007) هي جزء من الشبكة العالمية لمحميات المحيط الحيوي في الدول العربية
- حديقة الشحانية في الشحانية
- محمية الذخيرة الطبيعية بالذخيرة [1]
- محمية الوبرة للحياة البرية
- حديقة دحل الحمام ، حفرة في الدوحة (مدخل الحفرة مغلق الآن أمام الجمهور)
- محمية خور العديد في خور العديد [1]
- محمية خور العديد للأسماك
- كهف مُدلِم في مكينس
- حفرة مسفر في سلوى
- محمية رأس عبروق الطبيعية (المعروفة أيضًا باسم بير زكريت (شاطئ زكريت)) في رأس عبروق [1]
- محمية رأس عشيريج غزال
- منتزه أم تيس الوطني [1]

## روابط خارجية
- قاعدة البيانات العالمية للمناطق المحمية